# Ola Bratteli
Ola Bratteli, född 24 oktober 1946 i Oslo, död 
8 februari 2015 på samma plats, var en norsk matematiker som är känd för  Bratteli-diagrammen som används inom gruppteori.
Bratteli var son till Trygve Bratteli och Randi Bratteli, född Larssen. Han gick på Oslo katedralskole och läste därefter matematik på Universitetet i Oslo. Han utexaminerades år 1971 och studerade vid New York University i två år. Han återvände till Norge och doktorerade vid universitetet i Oslo år 1974.
År 1980 utnämndes Brattli till professor i matematik vid Universitetet i Trondheim, en post han behöll till år 1991 och var chef för institutionen mellan 1981 och 1984. År 1991 utsågs han till professor vid universitetet i Oslo.
Brattli var medlem av Det Norske Videnskaps-Akademi och norsk redaktör för Mathematica Scandinavica.